# Luzaga
Luzaga település Spanyolországban, Guadalajara tartományban. Luzaga Alcolea del Pinar, Anguita, Hortezuela de Océn és Sotodosos községekkel határos. Lakosainak száma 68 fő (2024).

## Népesség
A település népessége az utóbbi években az alábbiak szerint változott:
| Lakosok száma | 108  | 106  | 97   | 92   | 90   | 75   | 69   | 69   | 65   | 68   |
|               | 2001 | 2004 | 2006 | 2009 | 2011 | 2014 | 2016 | 2019 | 2021 | 2024 |